# Campionati mondiali di canoa/kayak 1979
I 15esimi Campionati mondiali di canoa/kayak si sono svolti a Duisburg (Germania Ovest) nel 1979.

## Medagliere
| Pos. | Paese            | Oro | Argento | Bronzo | Totale |
| ---- | ---------------- | --- | ------- | ------ | ------ |
| 1    | Unione Sovietica | 7   | 6       | 3      | 16     |
| 2    | Germania Est     | 5   | 3       | 1      | 9      |
| 3    | Romania          | 2   | 2       | 5      | 9      |
| 4    | Ungheria         | 2   | 2       | 3      | 7      |
| 5    | Norvegia         | 1   | 1       | 0      | 2      |
| 6    | Jugoslavia       | 1   | 0       | 0      | 1      |
| 7    | Polonia          | 0   | 2       | 2      | 4      |
| 8    | Bulgaria         | 0   | 1       | 1      | 2      |
| 9    | Australia        | 0   | 1       | 0      | 1      |
| 10   | Cecoslovacchia   | 0   | 0       | 1      | 1      |
| 10   | Francia          | 0   | 0       | 1      | 1      |
| 10   | Spagna           | 0   | 0       | 1      | 1      |

## Medaglie Canoa

### C1 500m
| Posizione | Atleta            | Paese            | Tempo |
| --------- | ----------------- | ---------------- | ----- |
|           | Sergei Postrekhin | Unione Sovietica |       |
|           | Ulrich Eicke      | Germania Est     |       |
|           | Lubomir Lubenov   | Bulgaria         |       |

### C1 1000m
| Posizione | Atleta          | Paese    | Tempo |
| --------- | --------------- | -------- | ----- |
|           | Tamás Wichmann  | Ungheria |       |
|           | Lubomir Lubenov | Bulgaria |       |
|           | Ivan Patzaichin | Romania  |       |

### C1 10000m
| Posizione | Atleta            | Paese            | Tempo |
| --------- | ----------------- | ---------------- | ----- |
|           | Tamás Wichmann    | Ungheria         |       |
|           | Sergei Liminovich | Unione Sovietica |       |
|           | Ivan Patzaichin   | Romania          |       |

### C2 500m
| Posizione | Atleta                               | Paese            | Tempo |
| --------- | ------------------------------------ | ---------------- | ----- |
|           | Petre Capusta Ivan Patzaichin        | Romania          |       |
|           | Serhei Petrenko Aleksandr Vinogradov | Unione Sovietica |       |
|           | Marek Łbik Piotr Pawlowski           | Polonia          |       |

### C2 1000m
| Posizione | Atleta                          | Paese            | Tempo |
| --------- | ------------------------------- | ---------------- | ----- |
|           | Yuri Lobanov Vasily Yurchenko   | Unione Sovietica |       |
|           | Tamás Buday Oszkár Frey         | Ungheria         |       |
|           | Gheorghe Simionov Toma Simionov | Romania          |       |

### C2 10000m
| Posizione | Atleta                          | Paese            | Tempo |
| --------- | ------------------------------- | ---------------- | ----- |
|           | Yuri Lobanov Vasily Yurchenko   | Unione Sovietica |       |
|           | Cherasim Munteanu Gheorghe Titu | Romania          |       |
|           | Tamás Buday László Vaskuti      | Ungheria         |       |

## Medaglie Kayak

### K1 500m
| Posizione | Atleta                | Paese            | Tempo |
| --------- | --------------------- | ---------------- | ----- |
|           | Uladzimir Parfjanovič | Unione Sovietica |       |
|           | John Sumeghi          | Australia        |       |
|           | Peter Hempel          | Germania Est     |       |

| Posizione | Atleta           | Paese            | Tempo |
| --------- | ---------------- | ---------------- | ----- |
|           | Roswitha Eberl   | Germania Est     |       |
|           | Galina Alexeyeva | Unione Sovietica |       |
|           | Klára Rajnai     | Ungheria         |       |

### K1 1000m
| Posizione | Atleta         | Paese          | Tempo |
| --------- | -------------- | -------------- | ----- |
|           | Rüdiger Helm   | Germania Est   |       |
|           | Ion Bîrlădeanu | Romania        |       |
|           | Felix Masar    | Cecoslovacchia |       |

### K1 10000m
| Posizione | Atleta             | Paese            | Tempo |
| --------- | ------------------ | ---------------- | ----- |
|           | Milan Janić        | Jugoslavia       |       |
|           | Eimar Rasmussen    | Norvegia         |       |
|           | Nikolai Stepanenko | Unione Sovietica |       |

### K2 500m
| Posizione | Atleta                                | Paese            | Tempo |
| --------- | ------------------------------------- | ---------------- | ----- |
|           | Uladzimir Parfjanovič Sergei Chukhrai | Unione Sovietica |       |
|           | Rüdiger Helm Bernd Olbricht           | Germania Est     |       |
|           | Francis Hervieu Alain Lebas           | Francia          |       |

| Posizione | Atleta                          | Paese            | Tempo |
| --------- | ------------------------------- | ---------------- | ----- |
|           | Nina Doroh Natalija Kalshnikova | Unione Sovietica |       |
|           | Martina Bischof Marion Rosiger  | Germania Est     |       |
|           | Nastasia Nichitov Agafia Orlov  | Romania          |       |

### K2 1000m
| Posizione | Atleta                            | Paese            | Tempo |
| --------- | --------------------------------- | ---------------- | ----- |
|           | Einar Rasmussen Olaf Soyland      | Norvegia         |       |
|           | Zoltán Bakó István Szabó          | Ungheria         |       |
|           | Sergei Chukhrai Vladimir Tainikov | Unione Sovietica |       |

### K2 10000m
| Posizione | Atleta                             | Paese            | Tempo |
| --------- | ---------------------------------- | ---------------- | ----- |
|           | Ion Bîrlădeanu Nicusor Eseanu      | Romania          |       |
|           | Nikolai Astapkovich Viktor Bukanov | Unione Sovietica |       |
|           | Herminio Menendez Luis Misione     | Spagna           |       |

### K4 500m
| Posizione | Atleta                                                            | Paese            | Tempo |
| --------- | ----------------------------------------------------------------- | ---------------- | ----- |
|           | Jurgen Dittrich Bernd Duvigneau Roland Graupner Harald Marg       | Germania Est     |       |
|           | Serhei Chukhray Sergei Shinkarenko Vladimir Tainikov Ionas Zautra | Unione Sovietica |       |
|           | Grzegroz Koltan Ryzsard Oborski Grzegorz Sledziewski Daniel Weina | Polonia          |       |

| Posizione | Atleta                                                                | Paese            | Tempo |
| --------- | --------------------------------------------------------------------- | ---------------- | ----- |
|           | Martina Bischof Roswitha Eberl Birgit Fischer Marion Rosiger          | Germania Est     |       |
|           | Galina Alexeyeva Tatiana Korshunova Larisa Natviga Nadezda Trahimenok | Unione Sovietica |       |
|           | Nastasia Nichitov Maria Nuculae Agafia Orlov Adriana Tarasov          | Romania          |       |

### K4 1000m
| Posizione | Atleta                                                             | Paese            | Tempo |
| --------- | ------------------------------------------------------------------ | ---------------- | ----- |
|           | Bernd Olbricht Rüdiger Helm Harald Marg Bernd Duvigneau            | Germania Est     |       |
|           | Grzegroz Koltan Ryzsard Oborski Grzegorz Sledziewski Daniel Weina  | Polonia          |       |
|           | Alexander Shaporenko Sergei Nagorniy Alexander Avdeev Ionas Zautra | Unione Sovietica |       |

### K4 10000m
| Posizione | Atleta                                                                   | Paese            | Tempo |
| --------- | ------------------------------------------------------------------------ | ---------------- | ----- |
|           | Alexander Avdeev Sergei Nagorniy Sergei Nikloski Alexander Shaporenko    | Unione Sovietica |       |
|           | Andrzej klimaszewski Krisztov Lepianka Zbignew Torzecki Zdzislaw Szubski | Polonia          |       |
|           | Tamas Benko Peter Konecsni Zoltan Romhanyi Laszlo Szabó                  | Ungheria         |       |